# 麋河
麋河（英語：Moose River）是位于加拿大安大略省北部哈德逊平原生态区的一条河流。

## 糜河鸟类保护区
糜河鸟类保护区位于糜河的河口，包括了船沙岛和河口东部平原的一小块土地。这个面积为14.60平方公里的保护区受到《候鸟公约法案》的保护，是南詹姆斯湾湿地综合体的一部分，根据湿地公约，该湿地群于1987年5月被确认为国际上具有重要意义的湿地。
该区域在对于大雁的生态循环中具有非常重要的作用。哈德逊湾和詹姆斯湾的漏斗状轮廓导致每年秋天从大量从北极迁徙的鸟类集中在詹姆斯湾的南端。尤其是在深秋，广阔的沿海湿地吸引了雪雁、鸭和其他一些水鸟，如红腹滨鹬、黑腹滨鹬、小黄脚鹬和金斑鸻。

## 附近的村落
在经过北极熊快车铁路里程的142英里处，有一个名为麋河（英語：Moose River）的小村庄。这个定居点就在一座横跨麋河的铁路大桥旁边，同时是北极熊快车铁路路线上的一个停靠站。麋河大桥建于20世纪30年代，当时该定居点曾经是一个较大的社区。目前为之，位于142英里处的麋河村作为一个安顿划船者的接送点。